# Graham McRae
Graham McRae   (Wellington, 5 de març de 1940 - Auckland, 4 d'agost de 2021) va ser un pilot de curses automobilístiques neozelandès que va arribar a disputar curses de Fórmula 1.

## A la F1
Graham McRae va debutar a la novena cursa de la temporada 1973 (la 24a temporada de la història) del campionat del món de la Fórmula 1, disputant el 14 de juliol del 1973 el GP de la Gran Bretanya al circuit de Silverstone.
Va participar en una única cursa puntuable pel campionat de la F1 no aconseguint finalitzar la cursa i no assolí cap punt pel campionat del món de pilots.

## Resultats a la Fórmula 1
| Any  | Equip                      | Xassís       | Motor    | 1   | 2   | 3   | 4   | 5   | 6   | 7   | 8   | 9       | 10  | 11  | 12  | 13  | 14  | 15  | Posició | Punts |
| ---- | -------------------------- | ------------ | -------- | --- | --- | --- | --- | --- | --- | --- | --- | ------- | --- | --- | --- | --- | --- | --- | ------- | ----- |
| 1973 | Frank Williams Racing Cars | Iso-Marlboro | Cosworth | ARG | BRA | SUD | ESP | BEL | MON | SUE | FRA | GBR Ret | HOL | ALE | AUT | ITA | CAN | USA | -       | 0     |

### Resum
| Curses: | Victòries: | Pòdiums: | Poles: | Voltes ràpides: | Punts: |
| ------- | ---------- | -------- | ------ | --------------- | ------ |
| 1       | 0          | 0        | 0      | 0               | 0      |